# 城子河区
城子河区是黑龙江省鸡西市下辖的一个市辖区。城子河区因河得名。境内城山村北山坡上有一座金代古城址，称“古城子”，山坡下的一条南北流向的河流因此而得名“城子河”。區人民政府駐長青路。

## 行政区划
城子河区下辖5个街道办事处、1个乡、1个民族乡：
城子河街道、正阳街道、东海街道、城西街道、杏花街道、长青乡和永丰朝鲜族乡。

## 人口
根據第七次人口普查數據，截至2020年11月1日零時，城子河區常住人口為69951人。
2016年，全區總人口為14.5万人。